# Antonio Garibaldi
Antonio Garibaldi (auch Pietro Antonio Garibaldi; * 18. Februar 1797 in Genua; † 16. Juni 1853 in Paris) war ein italienischer Geistlicher, Kurienbischof und Diplomat des Heiligen Stuhls.

## Leben
Er empfing am 18. September 1819 die Priesterweihe. Am 27. April 1827 wurde er vom Archigymnasium der Sapienza zum Doktor des Rechts promoviert. Im Jahr 1827 begleitete er als Auditor seinen Förderer Luigi Lambruschini, ehemals Erzbischof von Genua, nachdem dieser zum Nuntius in Paris ernannt worden war. Als Lambruschini aufgrund von Unstimmigkeiten mit der Regierung von König Louis-Philippe die Nuntiatur aufgab, regte er bei Kardinalstaatssekretär Giuseppe Albani mit Schreiben vom 16. Oktober 1830 an, Garibaldi vorläufig mit den Geschäften zu betrauen. Nach der Abreise Lambruschinis wurde Garibaldi am 21. Oktober 1831 zum Chargé d’affaires des Heiligen Stuhls in Paris bestimmt. Fünf Jahre später, am 29. Juni 1836, wurde ihm auf Drängen Louis-Philippes der Titel eines Internuntius verliehen und erhielt zugleich den Ehrentitel Hausprälat Seiner Heiligkeit. Nach elfjähriger Amtszeit wurde er am 14. Januar 1843 durch Erzbischof Raffaele Fornari abgelöst und ging nach Rom zurück.
Am 22. Januar 1844 ernannte der Papst Antonio Garibaldi zum Titularerzbischof von Myra. Die Bischofsweihe spendete ihm am 4. Februar desselben Jahres in Rom Kardinal Lambruschini; Mitkonsekratoren waren der Lateinische Patriarch von Konstantinopel Fabio Maria Asquini und Erzbischof Ludovico Tevoli. Antonio Garibaldi wurde am 7. Februar 1844 zum Nuntius in Neapel ernannt, kurz darauf auch zum Päpstlichen Thronassistenten. Sechs Jahre später wurde er noch einmal Nuntius in Paris, wo er 1853 starb.